# Romuald Božek
Romuald Božek (7. února 1814 Praha – 30. dubna 1899 Královské Vinohrady) byl český vynálezce a konstruktér.

## Život
Byl synem českého vynálezce Josefa Božka a matky Josefy, rozené Langinové.
Dne 11. července 1859 se v Praze oženil Rosalií Tichou (1836–1896). (Matrika uvádí jeho tehdejší povolání inspektor městských vodovodů – Städtischer Wasserwerke Inspektor.)

## Dílo

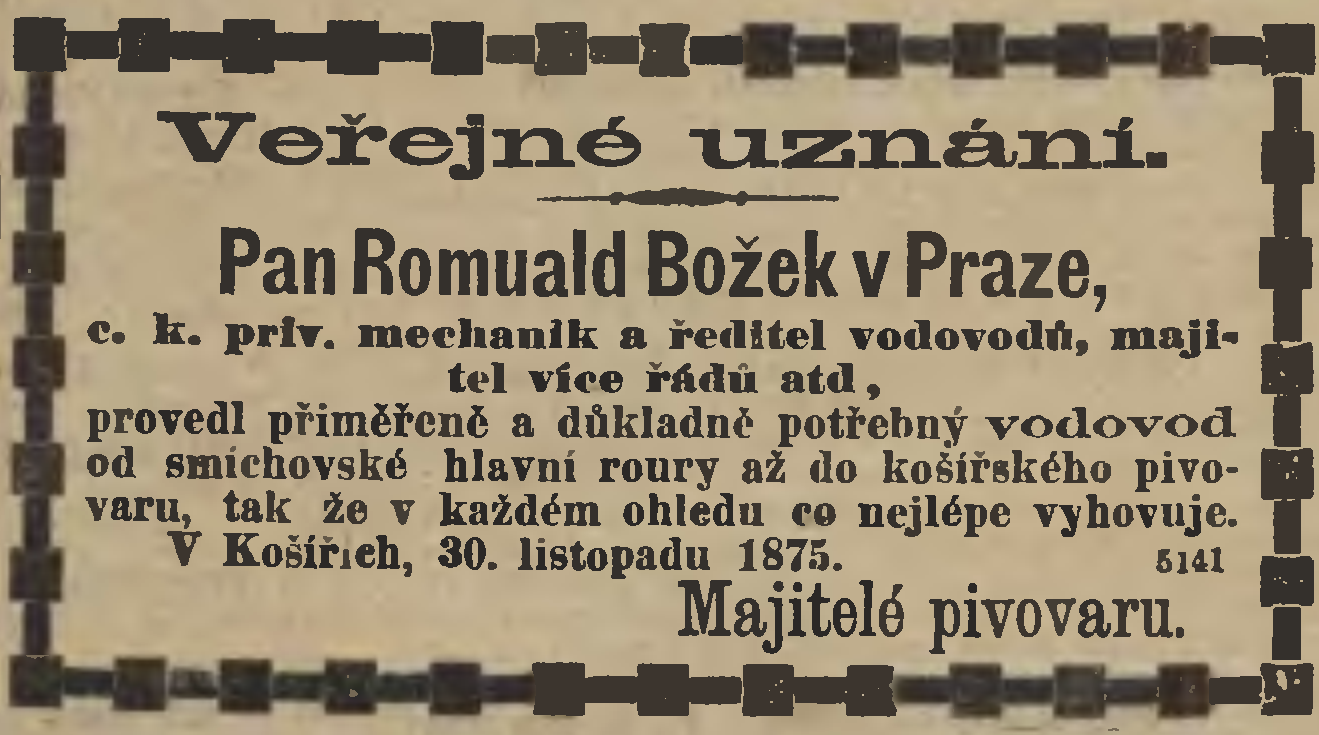
Romuald Božek, veřejné uznání v tisku, 1875

Konstruoval a stavěl dopravní prostředky, časoměrné přístroje, lékařské přístroje ale i hudební nástroje. V roce 1864 měl podíl na přestavbě pražského orloje.
Byl též příležitostným hudebním skladatelem.

### Vodárenství
Navrhl několik vodárenských staveb a soustav. Je autorem návrhu vodovodu pro České Budějovice, Nové Město Pražské, Bělou pod Bezdězem, pražskou Stromovku či Letnou. V roce 1864 byl pověřen vybudováním vodovodu pro zámek Sychrov. V témže roce zahájil projektové práce. Realizace projektu začala v roce 1866, ale v důsledku prusko-rakouské války byla stavba zdržena. Dokončena byla v roce 1867. V říjnu 1867 byla uvedena do zkušebního provozu a v neděli 3. listopadu 1867 byla slavnostně předána majitelům. Původní Božkovy plány jsou uloženy v archivu rodiny Rohanů.